# Philodromus hui
Philodromus hui este o specie de păianjeni din genul Philodromus, familia Philodromidae, descrisă de Yang și Mao în anul 2002. Conform Catalogue of Life specia Philodromus hui nu are subspecii cunoscute.